# Vaatcryptogamen
Vaatcryptogamen vormen een parafyletische groep van cryptogame planten (met verborgen voortplantingsorganen) met vaatbundels en met voortplanting door sporen. Binnen de vaatplanten (Tracheofyta) staan de vaatcryptogamen tegenover de fanerogamen of zaadplanten met voortplanting door zaden.

## Omgrenzing
De vaatcryptogamen zijn slechts een deel van de cryptogamen; het zijn de vaatplanten, die zich voortplanten door sporen, en dus zonder de zaadplanten. Tot de vaatcryptogamen behoren de varens en varenachtigen. Pteridologie is de tak van wetenschap die zich bezighoudt met de vaatcryptogamen. Hoewel de naam verouderd is wordt deze voor het gemak nog wel eens gebruikt.
"Cryptogamen" (waar de vaatcryptogamen slechts een deel zijn) is een oude benaming uit de 19e en 20e eeuw voor de zogenaamde "lagere planten" of "sporenplanten"; de planten die dus geen bloemen vormen. Tot de polyfyletische groep van de cryptogamen worden de onderling niet verwante algen, schimmels (inclusief korstmossen) en mossen s.l. gerekend. Deze groepen vormen samen geen natuurlijke eenheid. Tegenover de cryptogamen staat de groep van de fanerogamen of zaadplanten (zaadvarens, naaktzadigen en bedektzadigen).
Tot de vaatcryptogamen worden gerekend de volgende (soms polyfyletische) groepen:
- rhyniophyten
- Lycopodophyta, wolfsklauwen en verwanten
- varens en verwanten, zoals de paardenstaarten, Trimerophytophyta, Cladoxylidopsida, Coenopteridopsida
- progymnospermophyta

## Historische namen
| Historische namen van verschillende groepen in het "Plantenrijk" | Historische namen van verschillende groepen in het "Plantenrijk" | Historische namen van verschillende groepen in het "Plantenrijk" | Historische namen van verschillende groepen in het "Plantenrijk" | Historische namen van verschillende groepen in het "Plantenrijk" | Historische namen van verschillende groepen in het "Plantenrijk" |
| ---------------------------------------------------------------- | ---------------------------------------------------------------- | ---------------------------------------------------------------- | ---------------------------------------------------------------- | ---------------------------------------------------------------- | ---------------------------------------------------------------- |
| Thallophyta, lagere planten Arrhizophyta                         | Cryptogamae sporenplanten                                        | Prokaryoten, Protophytae, Schizophyta, Monera                    | Prokaryoten, Protophytae, Schizophyta, Monera                    | Bacteria                                                         | Bacteria                                                         |
| Thallophyta, lagere planten Arrhizophyta                         | Cryptogamae sporenplanten                                        | Prokaryoten, Protophytae, Schizophyta, Monera                    | Prokaryoten, Protophytae, Schizophyta, Monera                    | Algen s.l.                                                       | Cyanophyta                                                       |
| Thallophyta, lagere planten Arrhizophyta                         | Cryptogamae sporenplanten                                        | thallofyten zonder archegonia                                    | thallofyten zonder archegonia                                    | Algen s.l.                                                       | Algae s.s.                                                       |
| Thallophyta, lagere planten Arrhizophyta                         | Cryptogamae sporenplanten                                        | thallofyten zonder archegonia                                    | thallofyten zonder archegonia                                    | Fungi, schimmels                                                 |                                                                  |
| Thallophyta, lagere planten Arrhizophyta                         | Cryptogamae sporenplanten                                        | thallofyten zonder archegonia                                    | thallofyten zonder archegonia                                    | appendix: Lichenes                                               |                                                                  |
| Thallophyta, lagere planten Arrhizophyta                         | Cryptogamae sporenplanten                                        | Cormophyta Embryophyta Plantae (s.s.)                            | Archegoniatae                                                    | Bryophyta s.l. Astelocormophyta                                  | Hepaticae                                                        |
| Thallophyta, lagere planten Arrhizophyta                         | Cryptogamae sporenplanten                                        | Cormophyta Embryophyta Plantae (s.s.)                            | Archegoniatae                                                    | Bryophyta s.l. Astelocormophyta                                  | Musci                                                            |
| Thallophyta, lagere planten Arrhizophyta                         | Cryptogamae sporenplanten                                        | Cormophyta Embryophyta Plantae (s.s.)                            | Archegoniatae                                                    | Bryophyta s.l. Astelocormophyta                                  | Anthocerotae                                                     |
| Tracheophyta hogere planten Rhizophyta Stelocormophyta           | Cryptogamae sporenplanten                                        | Cormophyta Embryophyta Plantae (s.s.)                            | Archegoniatae                                                    | Vaatcryptogamen Pterophyta, varens                               | Lycophyta                                                        |
| Tracheophyta hogere planten Rhizophyta Stelocormophyta           | Cryptogamae sporenplanten                                        | Cormophyta Embryophyta Plantae (s.s.)                            | Archegoniatae                                                    | Vaatcryptogamen Pterophyta, varens                               | Pteridophyta                                                     |
| Tracheophyta hogere planten Rhizophyta Stelocormophyta           | Phanerogamae, fanerogamen                                        | Cormophyta Embryophyta Plantae (s.s.)                            | Spermatofyta Lignophyta                                          | Gymnospermae                                                     | Gymnospermae                                                     |
| Tracheophyta hogere planten Rhizophyta Stelocormophyta           | Phanerogamae, fanerogamen                                        | Cormophyta Embryophyta Plantae (s.s.)                            | Spermatofyta Lignophyta                                          | Angiospermae Anthophyta                                          | Monocotyledonae                                                  |
| Tracheophyta hogere planten Rhizophyta Stelocormophyta           | Phanerogamae, fanerogamen                                        | Cormophyta Embryophyta Plantae (s.s.)                            | Spermatofyta Lignophyta                                          | Angiospermae Anthophyta                                          | Dicotyledonae                                                    |